# Брош (село)
Брош (болг. Брош) — село в Болгарии. Находится в Кырджалийской области, входит в общину Кырджали. Население составляет 188 человек.

## Политическая ситуация
В местном кметстве Енчец, в состав которого входит Брош, должность кмета (старосты) исполняет Мустафа Мюмюн Шабан (Движение за права и свободы (ДПС)) по результатам выборов.
Кмет (мэр) общины Кырджали — Хасан Азис (Движение за права и свободы (ДПС)) по результатам выборов.